# Parafia św. Maksymiliana Marii Kolbe w Osiecznicy
Parafia św. Maksymiliana Marii Kolbe w Osiecznicy – parafia rzymskokatolicka w dekanacie Bolesławiec Zachód w diecezji legnickiej.  Jej proboszczem jest ks. Artur Kaproń. Obsługiwana przez księży diecezjalnych. Erygowana w 1994 roku.
Miejscowości należące do parafii: Osiecznica, Kliczków.